# David Blunkett
David Blunkett (nascido a 6 de Junho de 1947) é um político britânico, membro do Partido Trabalhista Inglês (Labour Party). Foi Ministro da Educação (Education Secretary) entre 1997 e 2001, Ministro do Interior (Home Secretary) entre 2001 e 2004 e ministro do trabalho e pensões (Secretary of State for Work and Pensions) em 2005. David Blunkett é cego desde a nascença, o que não o impediu de fazer carreira política.

## Biografia

### Educação
Nascido em Sheffield, ele cresceu na pobreza após a morte do seu pai, vítima de um acidente industrial. Foi educado em escolas especiais para cegos em Sheffield e Shrewsbury, e suas chances pareciam, então, limitadas. No entanto, ele ganhou, por mérito próprio, um lugar na Universidade de Sheffield, e tornou-se o vereador da cidade de Sheffield mais jovem, com apenas 22 anos de idade. Tornou-se conhecido como uma figura da ala esquerda do Partido Trabalhista enquanto líder daquela instituição nos anos 1980 e foi eleito em seguida para o comité executivo do partido trabalhista.

### Carreira política
Na eleição geral para o Parlamento Britânico de 1987, foi eleito deputado (MP) por Sheffield Brightside. Tornou-se, então, um porta-voz do partido para o governo local, aderiu ao gabinete-sombra em 1992 como Secretário Adjunto da Saúde (Shadow Health Secretary), e tornou-se o secretário adjunto da educação em 1994. Combinando zelo reformador com conservadorismo social, ele tornou-se um favorito do novo líder do partido, Tony Blair.
Após a estrondosa vitória do Partido Trabalhista em 1997, tornou-se o primeiro cego a ser ministro da educação e emprego (Secretary of State for Education and Employment). Este cargo foi tido como uma posição vital num governo cujo Primeiro-Ministro tinha descrito suas prioridades como "educação, educação, educação", e que tinha, como promessa central, a redução do tamanho das classes (turmas) nas escolas. O tema que acabou por ser mais controverso na sua passagem pelo cargo foi a imposição de taxas (tuition fees) nas universidades públicas, que, tradicionalmente, eram gratuitas.
No início do segundo mandato do governo trabalhista em 2001, Blunkett foi promovido a ministro do interior (Home Secretary).

### O segundo mandato como ministro
A imigração e o asilo têm vindo a ser os assuntos centrais para Blunkett no Ministério do Interior. Em Dezembro de 2001, naquilo que se tornou um tema de controvérsia, ele apelou aos imigrantes para a necessidade de eles desenvolverem um maior "sentido de pertença" à Grã-Bretanha. Em Abril de 2002, ele propôs novos poderes para controlar e baixar a imigração ilegal e reivindicações infundadas para asilo político.

## Os cães guias
Os cães guias de Blunkett - Teddy, Offa, Lucy e, agora, Sadie - tornaram-se figuras familiares no parlamento inglês (Palácio de Westminster), inspirando piadas ocasionais de Blunkett e seus colegas do Parlamento, de ambos os lados da câmara. Num incidente memorável, Lucy vomitou no Parlamento durante um discurso do membro da oposição, David Willetts. Um deputado trabalhista afirmou, a este propósito: "é compreensível, eu também sinto frequentemente vontade de vomitar quando Willetts discursa". No entanto, no geral, a cegueira de Blunkett não levanta muitos comentários.

## O Processo Kimberly Quinn
Tem sido noticiado na imprensa que Blunkett teve um relacionamento amoroso com Kimberly Quinn, a qual é casada com o milionário americano, editor da revista Vogue e da revista The Spectator, Stephen Quinn. A relação, que se diz ter durado três anos, terá supostamente terminado no verão de 2004, com Kimberly decidindo regressar para o seu marido Stephen Quinn. Os noticiários indicam que Blunkett vai processar Kimberly Quinn e provar que é o pai do filho de Kimberly Quinn e do bebé que ela espera para Janeiro de 2005. Na sequência deste processo, Blunkett anunciou a sua demissão do cargo de ministro do interior em Dezembro de 2004. Foi substituído por Charles Clarke.
A 2 de Fevereiro de 2005, Kimberly Quinn deu, à luz, o seu segundo filho, Lorcan. De acordo com o jornal The Sun, após a nascença, foi feito um teste de paternidade. Este teste terá provado que David Blunkett não é o pai da criança (e aparentemente o marido de Kimberly Quinn também não). David Blunkett anunciou que não moverá qualquer processo.

## David Blunkett, a opereta
Em Fevereiro de 2005, os jornais britânicos anunciavam que David Blunkett iria inspirar a produção de uma opereta (musical) a estrear no Teatro do Soho, previsivelmente no início de 2006. A figura central deste musical será David Blunkett e fala-se do ator Kevin Spacey como figura ideal para Blunkett e a atriz Australiana Cate Blanchett como Stephen Quinn. 